# Lijst van voetbalinterlands België - Oekraïne
Deze lijst van voetbalinterlands is een overzicht van alle officiële voetbalwedstrijden tussen de nationale teams van België en Oekraïne. De landen speelden tot op heden drie keer tegen elkaar. De eerste ontmoeting, een groepswedstrijd tijdens het Europees kampioenschap voetbal 2024, werd gespeeld op 26 juni 2024 in Stuttgart (Duitsland). Het laatste duel, een promotie/degradatiewedstrijd tijdens de UEFA Nations League 2024/25, vond plaats in Genk op 23 maart 2025.

## Wedstrijden
| № | Plaats    | Datum         | Competitie                  | Wedstrijd         | Uitslag |
| - | --------- | ------------- | --------------------------- | ----------------- | ------- |
| 1 | Stuttgart | 26 juni 2024  | EK 2024                     | Oekraïne – België | 0 − 0   |
| 2 | Murcia    | 20 maart 2025 | UEFA Nations League 2024/25 | Oekraïne – België | 3 − 1   |
| 3 | Genk      | 23 maart 2025 | UEFA Nations League 2024/25 | België – Oekraïne | 3 − 0   |

## Samenvatting
| Competitie          | Totaal gespeeld | Winst België | Gelijk | Winst Oekraïne | Doelsaldo België – Oekraïne |
| ------------------- | --------------- | ------------ | ------ | -------------- | --------------------------- |
| EK-eindronde        | 1               | 0            | 1      | 0              | 0 − 0                       |
| UEFA Nations League | 2               | 1            | 0      | 1              | 4 − 3                       |
| Totaal              | 3               | 1            | 1      | 1              | 4 − 3                       |